# Shreve, Lamb and Harmon

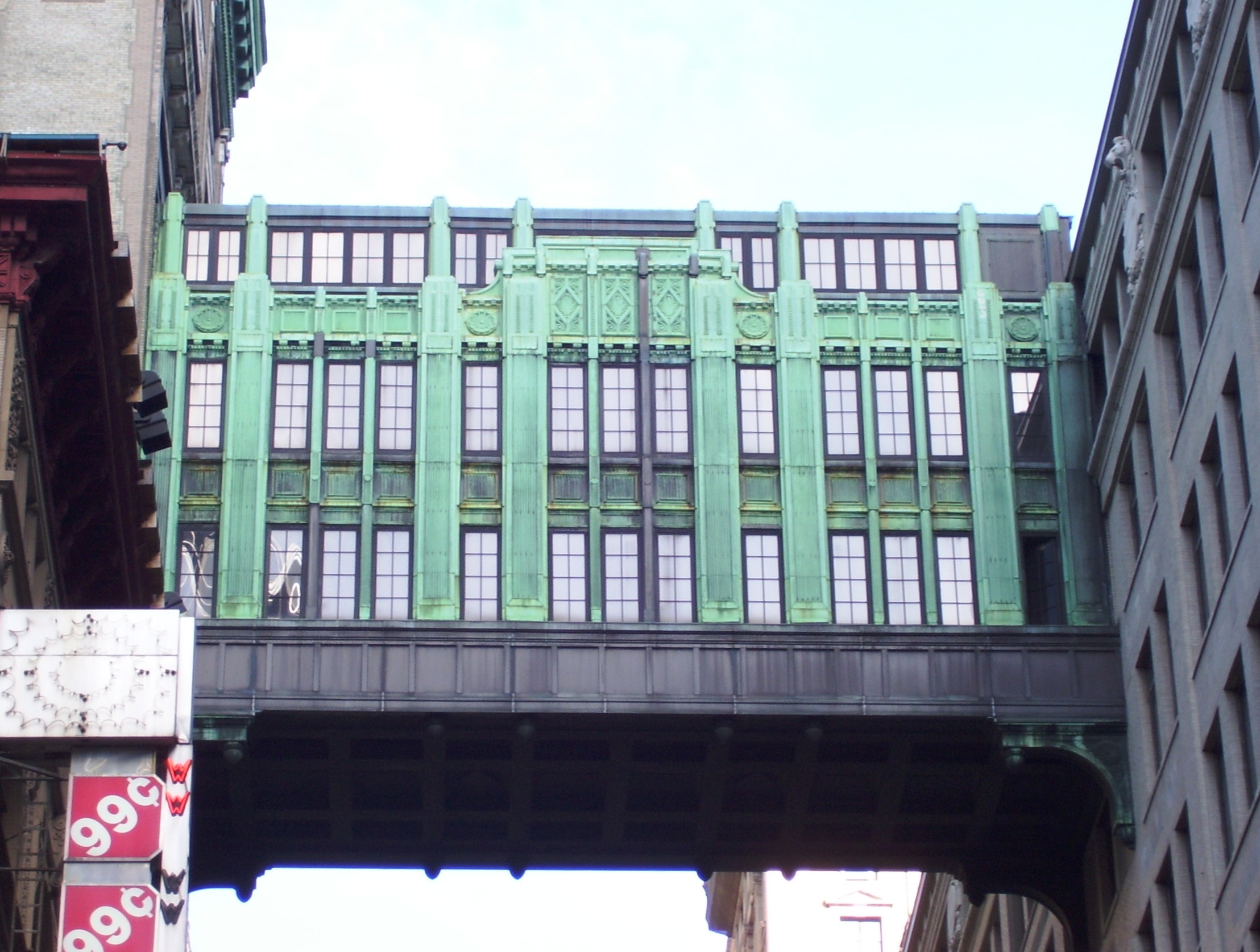
Fotografia ukazująca podniebny most zbudowany w 1925 roku i zaprojektowany w stylu Art Deco przez firmę Shreve, Lamb & Harmon, która zaprojektowała również Empire State Building. Most jest pokryty miedzią, której wietrzenie nadaje mu zieloną patynę.

Shreve, Lamb and Harmon – firma architektoniczna, słynna głównie z projektu Empire State Building, niegdyś najwyższego budynku w Nowym Jorku. 
Firmę założyły trzy osoby w 1929 r. – Kanadyjczyk Richmond Harold Shreve, William Lamb z Brooklynu, oraz Arthur Loomis Harmon z Chicago. Shreve i Lamb pracowali wcześniej wspólnie dla firmy Carrère and Hastings.